# Cryptus ultramondanus
Cryptus ultramondanus är en stekelart som beskrevs av Rossem 1989. Cryptus ultramondanus ingår i släktet Cryptus och familjen brokparasitsteklar. Inga underarter finns listade i Catalogue of Life.